# Al Sekka Al Hadid
Maillots
L'Al Sekka Al Hadid Sporting Club (en arabe : نادي السكة الحديد الرياضي), plus couramment abrégé en Al Sekka, est un club égyptien de football fondé en 1903 et basé au Caire, la capitale du pays.
Fondé sous le nom d'Egypt Railway Club, il est l'un des plus vieux clubs du pays et du Moyen-Orient, et évolue dans le Stade d'Al Sekka Al Hadid.

## Histoire
En 1903, Le club d'Al-Sekka Al-Hadid forme la première équipe de football d'Égypte. Le club est à l'époque composé d'ingénieurs britanniques et italiens qui travaillent à la maintenance de la compagnie des chemins de fer. Quand il s'avère nécessaire de fonder une fédération en Égypte, Al Sekka Al Hadid devient l'un des clubs fondateurs du Championnat d'Égypte de football. L'équipe se classe 8e (sur 11 participants) lors du premier championnat du pays, la saison 1948–49.
En 2010, Al Sekka Al Hadid a en tout participé à 23 saisons du championnat égyptien de division I. Leur dernière saison dans l'élite a lieu en 1992-93.

## Palmarès
- Coupe d'Égypte : 
  - Finaliste (6) : 1923/24, 1931/32, 1935/36, 1936/37, 1950/51, 1963/64

## Joueurs emblématiques du passé
- Mohamed Barakat
- Osama Oraby
- Omar Rabie Yassin